# Konstantin Semjonowitsch Sidenko

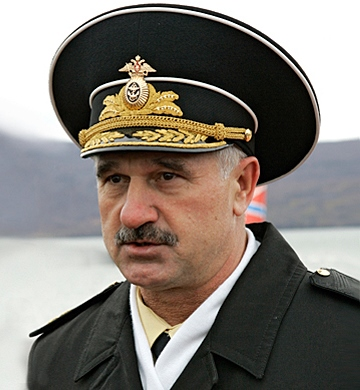
Konstantin Sidenko (2011)

Konstantin Semjonowitsch Sidenko (russisch Константин Семёнович Сиденко; * 2. Februar 1953 in Chabarowsk) ist ein russischer Admiral und war bis 2013 Kommandeur des östlichen Militärbezirks der Russischen Föderation. Von 2007 bis 2010 war er Kommandeur der russischen Pazifikflotte.

## Leben
Sidenko absolvierte 1975 die Pazifische Seekriegshochschule S. O. Makarow.
Den Dienst in der Pazifikflotte begann er als Wachoffizier und Kommandeur des Mine-Torpedo Gefechtsabschnittes (GA-3) eines U-Kreuzers. Seine Karriere setzte er als Erster Offizier (1981–1982), Kommandeur eines U-Bootes (1983–1987) und als stellvertretender Kommandeur einer U-Bootdivision fort. Von 1982 bis 1983 besuchte er Offiziersspeziallehrgänge der Seekriegsflotte. Nach dem Abschluss der Seekriegsakademie 1989 arbeitete er bis 1992 als stellvertretender Kommandeur der 45. U-Bootdivision der Pazifikflotte. Von 1992 bis 1994 studierte er an der Militärakademie des Generalstabes der Russischen Streitkräfte und kommandierte im Anschluss die 45. U-Bootdivision, nahm die Funktion des Stabschefs und ersten Kommandeurstellvertreters der 2. U-Bootflottille (1996–1998) und anschließend des Stabschefs und ersten Kommandeurstellvertreters des 16. U-Bootgeschwaders (1998–1999) ein. Der am 5. Mai 1995 zum Konteradmiral beförderte Sidenko wurde ab August 1999 als Stabschef und stellvertretender Kommandeur der Streitkräfte Nord-Ost verwendet und ab Juni 2000 als deren Kommandeur. Im Juni 2001 erfolgte seine Beförderung zum Vizeadmiral. Ab April 2002 arbeitete er als Stabschef und stellvertretender Kommandeur der Pazifikflotte. Ab Mai 2006 wurde er zum Kommandeur der Baltischen Flotte und ab Dezember 2007 zum Kommandeur der Pazifikflotte ernannt. Im Juni 2010 erfolgte seine Beförderung zum Admiral und im darauf folgenden Monat übernahm er temporär die Pflichten des Kommandeurs der Streitkräfte des östlichen Militärbezirks.
Am 29. Oktober 2010 wurde er per Erlass des Präsidenten der Russischen Föderation zum Kommandierenden des östlichen Militärbezirks berufen. Am 9. Oktober 2013 wurde er altersbedingt in den Ruhestand entlassen.
Im Dezember 2011 kandidierte er für die Partei Einiges Russland bei den Wahlen zur Staatsduma, erlangte im Ergebnis das Abgeordnetenmandat und verzichtete aber auf die Annahme zugunsten der Abgeordneten Elmira Glubokowskaja. 2014 wurde er Direktor des Fernöstlichen Zentrums für den Umgang mit radioaktiven Abfällen (DWZ DalRAO). 2015 wurde Sidenko zum Vorsitzenden der Wladiwostoker Maritimen Versammlung gewählt.

## Auszeichnungen
- Orden für Militärische Verdienste
- Orden „Für den Dienst am Vaterland in den Streitkräften der UdSSR“ 3. Klasse
- Weitere Medaillen